# WWE NXT (ТВ серии)
 Тази статия е за телевизионното шоу.  За развиващата се територия вижте WWE NXT.  
WWE NXT е седмично телевизионно шоу на Световната федерация по кеч, което стартира на 23 февруари 2010 г. по канала Syfy, заменяйки ECW. В началото, NXT представлява хибрид между риалити-шоу и шоу на WWE в пряко предаване. Победителят получава възможността да подпише договор с компанията.
Месец след старта си, за шоуто е обявено, че от октомври, предаването Разбиване се мести от MyNetworkTV на Syfy и WWE NXT ще премине по друг канал.. Последният епизод на NXT по канала Syfy е излъчен на 28 септември 2010 г. От октомври, шоуто се излъчва като уебкаст по WWE.com за американските зрители. Международното предаване се осъществява по телевизионни канали.
Шампионът през първия сезон е Уейд Барет, на втория сезон е Кавал, а на третия сезон е Кейтлин.
През юни 2012 г. WWE прекратява сезонния формат на шоуто и решава да го обнови. WWE NXT става водещото телевизионно шоу на марката NXT, и оттогава получава общо позитивно критично приемане и висок зрителски интерес, с похвала, насочена към високото качество на кеч и завладяващи сюжетни линии. Мнозина считат, че NXT е по-добро от водещите шоута на WWE.
През август 2019 г. е обявено, че NXT ще се разшири на 2 часа и на живо по USA Network от 18 септември 2019 г.

## Сезони

### Сезон 1

#### Участници
| Руки             | Про          | Победи | Загуби | Статус                  |
| ---------------- | ------------ | ------ | ------ | ----------------------- |
| Уейд Барет       | Крис Джерико | 8      | 5      | Победител               |
| Дейвид Отунга    | Ар-Труф      | 6      | 5      | Елиминиран (Седмица 15) |
| Джъстин Гейбриъл | Мат Харди    | 7      | 4      | Елиминиран (Седмица 15) |
| Хийт Слейтър     | Крисчън      | 5      | 6      | Елиминиран (Седмица 14) |
| Дарън Йънг       | Си Ем Пънк   | 7      | 4      | Елиминиран (Седмица 13) |
| Скип Шефилд      | Уилиам Ригъл | 2      | 5      | Елиминиран (Седмица 12) |
| Даниел Брайън    | Миз          | 0      | 10     | Елиминиран (Седмица 12) |
| Майкъл Тарвър    | Карлито      | 1      | 7      | Елиминиран (Седмица 12) |

### Сезон 2

#### Участници
| Руки               | Про                           | Победи | Загуби | Статус                  |
| ------------------ | ----------------------------- | ------ | ------ | ----------------------- |
| Кавал              | Лейкул (Лейла и Мишел МакКул) | 3      | 6      | Победител               |
| Майкъл Макгиликъти | Кофи Кингстън                 | 6      | 4      | Елиминиран (Седмица 13) |
| Алекс Райли        | Миз                           | 5      | 4      | Елиминиран (Седмица 13) |
| Хъски Харис        | Коуди Роудс                   | 4      | 4      | Елиминиран (Седмица 11) |
| Пърси Уотсън       | Ем Ви Пи                      | 3      | 4      | Елиминиран (Седмица 11) |
| Лъки Канън         | Марк Хенри                    | 3      | 5      | Елиминиран (Седмица 10) |
| Ели Котънууд       | Джон Морисън                  | 2      | 2      | Елиминиран (Седмица 8)  |
| Тайтъс О' Нийл     | Зак Райдър                    | 0      | 3      | Елиминиран (Седмица 4)  |

### Сезон 3

#### Участници
| Руки Дива | Про                                | Победи | Загуби | Статус                  |
| --------- | ---------------------------------- | ------ | ------ | ----------------------- |
| Кейтлин   | Вики Гереро                        | 3      | 4      | Победител               |
| Наоми     | Кели Кели                          | 5      | 4      | Елиминиран (Седмица 13) |
| Ей Джей   | Примо                              | 6      | 2      | Елиминиран (Седмица 12) |
| Аксана    | Голдъст                            | 2      | 5      | Елиминиран (Седмица 11) |
| Максийн   | Алиша Фокс                         | 1      | 4      | Елиминиран (Седмица 9)  |
| Джейми    | Близначките Бела (Бри и Ники Бела) | 2      | 0      | Елиминиран (Седмица 5)  |

### Сезон 4

#### Участници
| Роки            | Про                                | Победи | Загуби | Статус                  |
| --------------- | ---------------------------------- | ------ | ------ | ----------------------- |
| Джони Къртис    | Ар-Труф                            | 2      | 6      | Победител               |
| Бродус Клей     | Алберто Дел Рио                    | 7      | 2      | Елиминиран (12 седмица) |
| Дерик Бейтмън   | Даниел Брайън                      | 3      | 4      | Елиминиран (11 седмица) |
| Байрън Сакстън  | Долф Зиглър и Вики Гереро          | 3      | 6      | Елиминиран (Седмица 10) |
| Конър О' Брайън | Алберто Дел Рио и Рикардо Родригез | 3      | 1      | Елиминиран (Седмица 7)  |
| Джейкъб Ноувак  | Крис Мастърс                       | 1      | 2      | Елиминиран (Седмица 5)  |

### Изкупление(Сезон 5)

#### Участници
| Роки           | Про             | Минал сезон | Победи | Загуби | Статус                                   |
| -------------- | --------------- | ----------- | ------ | ------ | ---------------------------------------- |
| Дерик Бейтман  | Даниъл Брайън   | Сезон 4     | 12     | 14     | Никога елиминиран                        |
| Дарън Йънг     | Чаво Гереро     | Сезон 1     | 18     | 21     | Никога елиминиран; Преместен в Разбиване |
| Тайтъс О'Нийл  | Хорнсуогъл      | Сезон 2     | 25     | 18     | Никога елиминиран; Преместен в Разбиване |
| Конър О'Брайън | Владимир Козлов | Сезон 4     | 6      | 6      | Елиминиран (Седмица 17)                  |
| Лъки Кенън     | Тайсън Кид      | Сезон 2     | 6      | 6      | Елиминиран (Седмица 15)                  |
| Байрън Сакстън | Йоши Тацу       | Сезон 4     | 2      | 8      | Елиминиран (Седмица 13)                  |
| Джейкъб Ноувак | Джей Ти Джи     | Сезон 4     | 2      | 5      | Елиминиран (Седмица 11)                  |